# ELife
eLife est un journal scientifique en libre accès qui publie des articles de recherche dans les domaines de la biologie et de la médecine, créé en 2012. À partir de janvier 2023, le journal publie tous les articles qu'il accepte de faire examiner par des pairs, quels que soient leurs avis.

## Histoire
Il a été créé à l'initiative du Howard Hughes Medical Institute, de la Société Max-Planck et du Wellcome Trust à la fin de 2012, avec l'objectif de se mesurer à Nature, Science et Cell. La première année le journal a publié 287 articles.
Le directeur de publication est Randy Schekman (Université de Californie à Berkeley) et les éditeurs adjoints sont[Quand ?] Fiona Watt (King's College de Londres) et Detlef Weigel (en) (Max Planck institut).
En 2017, eLife introduit des frais de publication (3 000 $) .
À partir de 2020, le journal exige que tout article soumis soit d'abord prépublié.
En octobre 2022, le journal annonce qu'il publiera à partir de janvier 2023 tous les articles qu'il envoie pour examen par les pairs, ainsi que les rapports des examinateurs. Les coûts sont réduits à 2 000 $. Après la publication, les auteurs peuvent choisir d'apporter les modifications suggérées par les évaluateurs et de soumettre à nouveau leur travail à eLife ou de l'envoyer pour évaluation à une autre revue. Chaque itération du préprint révisé reçoit son propre identifiant d'objet numérique. Un DOI distinct, "parapluie", est attribué à l'article et le suit tout au long du processus. À tout moment, les auteurs peuvent désigner une version spécifique comme version d'enregistrement, ce qui équivaut à peu près à l'article final publié dans une revue conventionnelle. L'initiative reçoit un accueil mitigé,, certains chercheurs accusant l'éditeur de leurrer les auteurs qui ont bâti la réputation d'eLife en publiant leurs meilleurs travaux dans cette revue.

## PodcastseLife
Depuis juin 2013, eLife publie chaque mois un podcast gratuit, qui présente une vulgarisation des résultats scientifiques significatifs publiés par le journal durant le mois. Le eLife Podcast est produit par le présentateur de la BBC et virologiste de l'université de Cambridge Chris Smith qui présente également l'émission the Naked Scientists (en).

## Impact
D'après le Journal Citation Reports, le journal a un facteur d'impact de 7.725 en 2016 (comparé à 8.52 en 2013, 9.32 en 2014, 8.28 en 2015). Le journal affirme qu'il ne fera pas la promotion de ce facteur d'impact. Dans une interview, l'ancien président du Howard Hughes Medical Institute Robert Tjian note qu'il veut « abolir le facteur d'impact. Nous avons essayé d'empêcher ceux qui calculent les facteurs d'impact de nous en attribuer un. (...) Je ne veux pas savoir et cela m'est égal. »